# Lill-Torrtjärnen, Västerbotten
Lill-Torrtjärnen är en sjö i Norsjö kommun i Västerbotten och ingår i Skellefteälvens huvudavrinningsområde.